# Lana Teiken
Lana Teiken (* 14. April 2003 in Meppen, Deutschland) ist eine deutsche Handballspielerin, die für den Bundesligisten VfL Oldenburg aufläuft.

## Karriere

### Im Verein
Teiken begann das Handballspielen beim TV Meppen und wechselte später zum FC Schüttorf 09. Im Jahr 2018 schloss sich die Außenspielerin dem VfL Oldenburg an, bei dem sie anfangs für die B-Jugend auflief. Im Jahr 2019 gab sie ihr Bundesligadebüt für den VfL Oldenburg. In der Spielzeit 2020/21 wurde sie sowohl in der Bundesligamannschaft als auch in der A-Jugendbundesligamannschaft eingesetzt. 2022 stand sie mit dem VfL Oldenburg im Endspiel um den DHB-Pokal, das die Mannschaft mit 30:40 gegen die SG BBM Bietigheim verlor.

### In Auswahlmannschaften
Teiken lief anfangs in der Kreisauswahl auf und gehörte später dem Kader der Niedersachsenauswahl an. Anschließend gehörte Teiken dem Kader der deutschen Juniorinnennationalmannschaft an, mit der sie bei der U-19-Europameisterschaft 2021 den achten Platz belegte.